# Elzéar Genet
Elzéar Genet (Carpentràs, Valclusa, 1475 - Avinyó, Valclusa, 14 de juny de 1548) fou un músic francès. Portava el nom del lloc on va néixer i era conegut a Itàlia amb el nom de Il Carpentrasso. Des de 1508 fins al 1518 fou Chantre de la Capella Papal i també durant algun temps director d'aquesta. Genet de Carpentras s'havia retirat a Avinyó, el 1521, amb llicència del Papa. L'impressor de la ciutat pontifícia citada, Jean de Chaunay, publicà el mateix any de la mort de Genet de Carpentras quatre misses d'aquest, diverses lamentacions, un llibre d'himnes, un magníficat i tres càntics, tots impresos amb notes rodones. Les obres de Genet de Carpentras figuren, a més, en diverses col·leccions musicals de la seva època.